# Peter Georg Bang

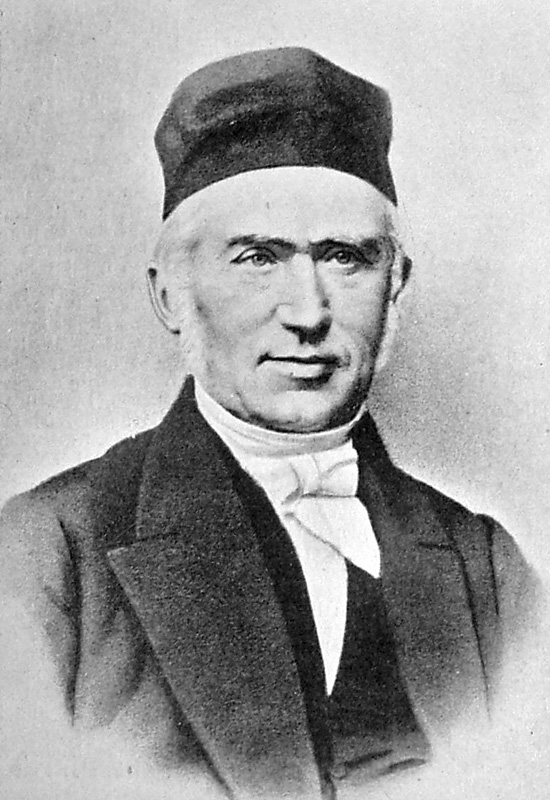
Premierminister P.G. Bang

Peter Georg Bang (* 7. Oktober 1797 in Kopenhagen; † 2. April 1861 in Kopenhagen) war ein dänischer Jurist, Politiker (Højre) und Minister. Als Premierminister leitete er vom 12. Dezember 1854 bis zum 12. Oktober 1855 das Kabinett Bang.

## Leben
Peter Georg Bang wuchs in einem evangelischen Pfarrhaus auf.
Sein Vater war der Roskilder Dompropst Jacob Bang, seine Mutter Anna Cathrine Sophie Hansen. Peter Georg schrieb sich 1813 als Student auf der Frederiksborg-Schule ein, wurde 1816 Jurist und 1820 promoviert. In den Jahren 1830 bis 1836 hielt er einen Lehrauftrag als Professor für römisches Recht an der Kopenhagener Universität und von 1836 bis 1845 war er Direktor der Nationalbank.
Bang war königlicher Kommissarius bei der Provinzialständeversammlung in Roskilde und Viborg. 1848 wurde er zum Innenminister ernannt. Dieses Amt versah er mit Unterbrechungen bis 1856. Von 1851 bis 1852 wirkte er als Kultusminister und am 12. Dezember 1854 ernannte ihn der dänische König zum Premierminister. Ab dem 16. Oktober 1855 erhielt er den Titel Konseilspräsident statt der Bezeichnung Premierminister. Bang war damit der letzte dänische Regierungschef mit dem Titel eines Premierministers. Peter Bang blieb bis zum 18. Oktober 1856 im Amt.

## Auszeichnungen und Ehrungen
Nach seinem Tod wurde 1868 der Peter Bangs Vej (vorher: Klammerivej) in Frederiksberg nach ihm benannt.
- 1836: Ritterkreuz des Dannebrogordens[1]
- 1840: Dannebrogsmændenes hæderstegn[1]
- 1842: Wirklicher Staatsrat[1]
- 1847: Komtur des Dannebrogordens[1]
- 1854: Geheimkonferenzrat[1]
- 1854: Großkreuz des Dannebrogordens[1]

## Endnoten
1. 1 2 3 4 5 6  Helge Larsen, N. Neergaard: P.G. Bang. In: Svend Cedergreen Bech, Svend Dahl (Hrsg.): Dansk biografisk leksikon. Begründet von Carl Frederik Bricka, fortgesetzt von Povl Engelstoft. 3. Auflage. Band 1: Abbestée–Bergsøe. Gyldendal, Kopenhagen 1979, ISBN 87-01-77362-3 (dänisch, biografiskleksikon.lex.dk).

| Vorgänger            | Amt                                                    | Nachfolger           |
| -------------------- | ------------------------------------------------------ | -------------------- |
| Johan Nicolai Madvig | Dänischer Kultusminister 7. Dezember 1851–3. Juli 1852 | Carl Frederik Simony |

| Personendaten    | Personendaten                            |
| ---------------- | ---------------------------------------- |
| NAME             | Bang, Peter Georg                        |
| KURZBESCHREIBUNG | dänischer Jurist, Politiker und Minister |
| GEBURTSDATUM     | 7. Oktober 1797                          |
| GEBURTSORT       | Kopenhagen                               |
| STERBEDATUM      | 2. April 1861                            |
| STERBEORT        | Kopenhagen                               |